# Lavoro nero
Con la locuzione lavoro nero, lavoro irregolare  o lavoro sommerso si intende un rapporto di lavoro nel quale un datore di lavoro, sia esso una persona fisica o giuridica, si avvale di prestazioni professionali e/o lavorative di un lavoratore senza riconoscere a questi alcuna copertura previdenziale, di garanzia, e di tutela previste dalla legge, e senza pagare le imposte previste dalla legge, in virtù di un'assenza di un contratto di lavoro ufficiale ovvero non registrato e dunque giuridicamente nullo/irregolare per le vigenti norme del diritto del lavoro. Il fenomeno ancora oggi non presenta una definizione giuridica univoca nei vari ordinamenti giuridici statali

## Caratteristiche generali
Solitamente, da un punto di vista più sociologico, viene considerata lavoro nero quell'attività a scopo di lucro di tipo sia dipendente che indipendente realizzato in violazione della legge.
Il lavoro nero può presentare orari di lavoro non conformi alla normativa, l'esercizio di attività che eludono il diritto fiscale, il diritto delle assicurazioni sociali, il diritto della concorrenza e il diritto in materia di stranieri.
Vi sono pertanto due tipologie di lavoro nero:
- quello subìto ovvero il lavoratore è costretto a essere pagato senza regolarizzazione contrattuale o fiscale (e, quindi, pensionistica e assicurativa) "in cambio" di un lavoro. Questa è la situazione tipica di coloro i quali vorrebbero lavoro come dipendenti o parasubordinati nei confronti di un'impresa ma questa non vuole assumerli;
- quello preteso dal soggetto stesso che ha un interesse a essere pagato in nero (totalmente o parzialmente). Questo accade nel mondo del lavoro autonomo (per lo meno da parte di coloro i quali lavorano per persone fisiche, dato che le aziende non hanno alcun vantaggio a pagare in nero i lavoratori autonomi o comunque è assai complesso effettuarlo in pratica). Il mondo dei disoccupati o degli inoccupati (studenti, casalinghe, pensionati, cassa integrati) è un bacino di persone che solitamente vuole essere pagato in nero, specie quando la prestazione è saltuaria. Oppure è il classico caso del cosiddetto "doppio lavoro" cioè quello svolto da lavoratori dipendenti (pubblici e privati) fuori dal normale orario lavorativo.

## Disciplina normativa nel mondo

### Francia
Ai sensi del Codice del Lavoro Francese (art. L. L8211-1, e seguenti) viene definito talvolta anche come "Lavoro irregolare", ricorda il "Travail illégal", il lavoro illegale, del nuovo codice.
Recita l'art. L8211-1 del Code du Travail:
1. Travail dissimulé ;
2. Marchandage ;
3. Prêt illicite de main-d'oeuvre ;
4. Emploi d'étranger sans titre de travail ;
5. Cumuls irréguliers d'emplois ;
6. Fraude ou fausse déclaration prévue aux articles L. 5124-1, L. 5135-1 et L. 5429-1.»

Nonché l'art. L 125-1:

2. Les associations d'ouvriers qui n'ont pas pour objet l'exploitation des ouvriers les uns par les autres ne sont pas considérées comme marchandage.»

### Italia
Un primo tentativo di definizione si deve al decreto legge 22 febbraio 2002 n. 12 convertito in legge 23 aprile 2002 n. 73 (Conversione in legge, con modificazioni, del decreto-legge 22 febbraio 2002, n. 12, recante disposizioni urgenti per il completamento delle operazioni di emersione di attività detenute all'estero e di lavoro irregolare), che all'art. 3 commi 3, 4 e 5 così disponeva:
4. Alla constatazione della violazione procedono gli organi preposti ai controlli in materia fiscale, contributiva e del lavoro.

5. Competente alla irrogazione della sanzione amministrativa di cui al comma 3 è l'Agenzia delle entrate. Si applicano le disposizioni del decreto legislativo 18 dicembre 1997, n. 472, e successive modificazioni, ad eccezione del comma 2 dell'articolo 16".»
La legge 28 luglio 2006, n. 248, (il cosiddetto decreto Bersani del 2007) con l'art. 36-bis, comma 1, ha modificato l'articolo in parola, sanzionando l'illecito con la sanzione amministrativa pecuniaria dal 1500 € ad 12000 €, eliminando la presunzione iniziale per il periodo di sanzione della violazione, caduto sotto le censure della Corte costituzionale, nonché spostando la competenza dell'irrogazione della sanzione dall'Agenzia delle entrate alla Direzione provinciale del lavoro, a cura degli Ispettori del lavoro, e sottoponendolo alla legge 24 novembre 1981 n. 689 (Legge di depenalizzazione) anziché al d.lgs. n. 472/1997, recante l'ordinamento generale delle sanzioni amministrative tributarie.
4. Alla constatazione della violazione procedono gli organi preposti ai controlli in materia fiscale, contributiva e del lavoro.

5. Alla irrogazione della sanzione amministrativa di cui al comma 3 provvede la Direzione provinciale del lavoro territorialmente competente. Nei confronti della sanzione non è ammessa la procedura di diffida di cui all'articolo 13 del decreto legislativo 23 aprile 2004, n. 124.»
In sostanza, si ritiene che sia definibile come "lavoro nero" la situazione in cui un lavoratore sia sconosciuto alle autorità statali competenti, perché non registrato presso i Centri per l'Impiego, presso gli Istituti previdenziali (INPS, INAIL, ENPALS, ecc.). Non dà luogo, invece a lavoro nero o irregolare il mancato o ritardato pagamento dei contributi previdenziali.
La definizione di "lavoro nero" o "lavoro irregolare" acquista importanza al fine della delimitazione della normativa suindicata, la legge n. 248/2006, art. 36-bis, che sanziona pesantemente tale attività. Infatti, la legge dispone che sia punito con sanzione amministrativa pecuniaria da 1500 € a 12000 €, l'impiego di personale non risultante dalle scritture o altre documentazione obbligatoria, cui poi viene aggiunta una maggiorazione di 150 € per ogni effettiva giornata di lavoro irregolare.

La sanzione tende pertanto ad essere molto alta, soprattutto se riferita ad anni di lavoro irregolare, e la locuzione "impiego di personale", tende ad ampliare l'ambito di applicazione della norma, non limitandolo esclusivamente al lavoro subordinato ex art. 2094 c.c.
Tuttavia, ai sensi della sentenza della Corte suprema di cassazione n. 9599/2013 del 19 aprile 2013 la prestazione di lavoro subordinata sottesa all'attività svolta dal prestatore
può essere regolarizzata e portare all'instaurazione di un rapporto di lavoro valido e riconosciuto ai sensi di legge.

Occorre però, per far valere tale diritto, addurre testimonianza degli altri dipendenti e produrre documentazione aziendale firmata dall'interessato dalla quale si evinca che il lavoratore abbia nel corso del suo lavoro osservato gli orari di lavoro e le direttive impartite, al pari dei colleghi assunti in maniera regolare.

## Casistica
Vi sono anche casi di "nero" parziale ovvero solo alcuni componenti dello stipendio sono erogati in maniera fraudolenta, con la partecipazione e l'interesse del lavoratore.
Un classico esempio sono le false trasferte: datore di lavoro e lavoratore si accordano perché una parte dello stipendio sia erogata, falsamente, sotto forma di trasferte. Il vantaggio è per impresa e dipendente, dato che le trasferte non sono soggette a tassazione e non vi è l'obbligo (attualmente) di registrazione analitica delle stesse.

## Dati in Europa
In Unione Europea si stima che il 25% dei lavoratori in ambito agricolo sia illegale, secondo il documento 'Best Practices against Work Exploitation in Agriculture', realizzato dal "Milan Center for Food Law and Policy". In Romania e Portogallo, le stime sono di 40% e 60% di irregolari sul totale dei lavoratori in agricoltura. In Polonia si stima un dato superiore al 25%, in Italia si va oltre il 30%.  In Germania e Austria, la percentuale è al di sotto del 10%.

### Italia
L'Eurispes ha calcolato che l'economia sommersa in Italia ha generato nel decennio 2007-2017, almeno 549 miliardi di euro l'anno. Tutti i settori, dall'agricoltura ai servizi, all'industria, nelle forme del lavoro nero continuativo, del doppio lavoro, del lavoro nero saltuario. Secondo l'Eurispes, il 54,5% dell'economia non osservata è rappresentato dal lavoro irregolare, il 28,4% dall'evasione fiscale da parte di aziende e imprese, il 16,9% dalla cosiddetta economia informale. Secondo le stime Eurispes inoltre, ai 300 miliardi derivanti dal lavoro sommerso, si devono aggiungere 156 miliardi di euro di sommerso generati dalle imprese italiane. Basandosi sulle operazioni condotte, a partire dal 2007, dalla Guardia di Finanza con 700.000 controlli effettuati, sono stati riscontrati 27 miliardi di euro di base imponibile sottratta al fisco.
Il lavoro nero sottrae al fisco italiano 36,9 miliardi di Euro all'anno secondo stime della Cgia di Mestre su dati del 2014.
Il lavoro nero ha prodotto in Italia 77,2 miliardi di Euro di PIL irregolare (4,8% sul PIL). La regione con più lavoro nero è la Calabria con incidenza del valore aggiunto da lavoro irregolare sul PIL pari all'8,7%. Poi Campania (8,4%), Sicilia (7,8%), Puglia (6,7%) e Abruzzo (6%). Trentino Alto Adige (3,6%), Valle d'Aosta (3,4%) e il Veneto (3,3%) sono le più virtuose.
Un esempio di lavoro nero è dato dalle badanti, assistenti familiari. Assieme a colf e baby sitter (oltre 500.000 le regolari), costituiscono l’esercito delle lavoratrici domestiche. Con andamenti annuali oscillanti, si raggiungono i 900.000 addetti contrattualizzati, per 7 miliardi annui, tra retribuzioni, TFR e contributi per un miliardo. Comprendendo il sommerso, il numero dei lavoratori supera i 2 milioni e il giro d’affari oltre i 15 miliardi. Il lavoro domestico in Italia e in Europa ha acquisito sempre maggior rilevanza, per l’invecchiamento demografico e alla crescente partecipazione delle donne al mercato del lavoro. Si è passati dai complessivi 479.000 occupati del 2006 ai 984.000 del 2009, a oltre un milione nel 2012. Nel 2015 presso le famiglie italiane sono stati assunti in regola 886.125 lavoratori domestici. Nel 2016, 866.747 (-3,1%). Tra il 2007 e il 2015 il numero è cresciuto del 42%, il 57,6% è costituito da colf, mentre il 42,4% da badanti, il 61% dall’Europa dell’Est (rumene, ucraine, moldave e russe, solo il 20% le italiane).
Sotto il grafico delle unità di lavoro in Italia negli anni 2012-2015, percentuale di lavoro regolare sul totale, secondo i dat Istat. Il lavoro irregolare di milioni di individui, circa 3,5-4 milioni, determina una evasione contributiva di circa 11 miliardi di Euro l'anno.
|  |  |

(Per Anno 2012 - 20,29 milioni di lavoratori regolari; 3,54 milioni irregolari)
|  |  |

(Per Anno 2013 - 19,76 milioni di lavoratori regolari; 3,49 milioni irregolari)
|  |  |

(Per Anno 2014 - 19,63 milioni di lavoratori regolari; 3,67 milioni irregolari)
|  |  |

(Per Anno 2015 - 19,73 milioni di lavoratori regolari; 3,72 milioni irregolari)
Secondo i dati dell'Ispettorato del lavoro per l'anno 2017 su oltre 180.000 controlli effettuati, risultano 103.498 le aziende irregolari con un tasso di irregolarità pari al 65%, ovvero due aziende su tre sono state trovate in una situazione di irregolarità. Il numero dei lavoratori irregolari, pari a 252.659, presenta un consistente incremento, pari al 36% rispetto al dato del 2016. Individuati 48.073 lavoratori in "nero" e cioè un lavoratore in nero ogni due aziende irregolari. L’ammontare dei contributi e premi evasi complessivamente recuperati è stato pari a 1,1 miliardi 99.932.000 Euro.
Il caporalato in agricoltura è stato contrastato con 7.265 ispezioni, accertati 5.222 lavoratori irregolari, di cui 3.549 in "nero", con un tasso di irregolarità superiore al 50%. Deferite 94 persone all’autorità giudiziaria, delle quali 31 in stato di arresto e con l’individuazione di 387 lavoratori vittime di sfruttamento.
Per le esternalizzazioni fittizie accertati illeciti per complessivamente 9.895 lavoratori che risultano distribuiti nei principali settori di attività di seguito indicati: Trasporto e magazzinaggio (1.965), Costruzioni (1.609), Noleggio, agenzie di viaggio, servizi di supporto alle imprese (1.378), Attività manifatturiere (1.172), altre attività di servizi (1.064), attività dei servizi di alloggio e di ristorazione (1.026).
Per le cooperative di lavoro su un totale di 3.317 cooperative ispezionate, 1.826 sono risultate irregolari ovvero il 55%, con un numero di 16.838 lavoratori irregolari, di cui 1.444 totalmente "in nero".
Per la salute e sicurezza sul lavoro nei settori di competenza dell’Inail (principalmente edilizia), ha interessato 22.611 aziende, con 36.263 violazioni prevenzionistiche, di cui 28.364 penali e 7.899 amministrative. Per quanto riguarda il tasso di irregolarità delle aziende ispezionate lo stesso si attesta al 77,09% con un numero di aziende irregolari pari 17.580 a fronte di 22.805 accertamenti definiti.

### Romania
Il lavoro irregolare in Romania nel 2012 veniva stimato in 1/3 di tutti i lavoratori della nazione. Lavoro minorile e sfruttamento sono diffusi. Giovani, spesso minorenni, sequestrati e detenuti come schiavi dalle gang che organizzano il lavoro illegale.
La Romania è anche il paese europeo con il maggior numero di espatriati per lavoro, in buona parte sfruttati fino allo schiavismo.

### Serbia
Il Ministro del lavoro e delle politiche sociali della Serbia Zoran Djordjevic insieme al direttore dell’Ispettorato sul lavoro Stevan Djurovic, hanno parlato con gli ispettori di tutta la Serbia sui risultati raggiunti finora e sui modi per migliorare il loro ulteriore lavoro. Il progetto “Basta col lavoro nero“ è stato messo in atto con l'aiuto della Norvegia.
Il numero verde per le denunce in pochi giorni dalla sua attivazione a inizio marzo 2018 ha ricevuto oltre 580 chiamate, 110 sono state elaborate e in 47 casi sono intervenuti gli ispettori.
In due comuni di Belgrado solo in un giorno nel mese di marzo 2018, su 375 ispezioni, ben 137 lavoratori sono stati dichiarati irregolari.

## Dati in America

### Argentina
Il numero di argentini che lavorano in nero è sensibilmente aumentato alla fine del 2017. I dati diffusi dall'Istituto nazionale di statistica Instituto Nacional de Estadística y Censos (INDEC), il numero di argentini che sono stipendiati ma che non versano contributi al sistema pensionistico equivale al 34,2% della popolazione attiva, +0,6% rispetto all'anno precedente.